# Cheironitis furcifer
|                              |                                    |
| Abb. 1: Weibchen, Aufsicht   | Abb. 2: Männchen, Unterseite       |
|                              |                                    |
| Abb. 3: Männchen, Porträt    | Abb. 4: Männchen, Seitenansicht    |
|                              |                                    |
| Abb. 5: Weibchen, Kopf       | Abb. 6: Männchen, Kopf             |
|                              |                                    |
| Abb. 7: Brustschild Männchen | Abb. 8: Vorderbein, oben ♂ unten ♀ |

Cheironitis furcifer (auch Krüppelpillenkäfer) ist ein Käfer aus der Familie der Blatthornkäfer (Scarabaeidae) und der Unterfamilie Scarabaeinae. Männchen und Weibchen zeigen erhebliche Unterschiede im Körperbau und wurden deswegen ursprünglich als zwei verschiedene Arten beschrieben. Das Männchen zeichnet sich durch monströse Fortsätze des Außenskeletts aus, die während der Kopulation einen besseren Halt auf dem Weibchen ermöglichen.
Die in Südeuropa verbreiteten, mittelgroßen Käfer sind Kotfresser (koprophag).

## Bemerkungen zum Namen und Systematik
Ein Männchen der Art wurde erstmals von dem Italiener Rossi 1792 unter dem Namen Scarabaeus furcifer in der 1. Mantisse zu seiner Fauna Etrusca beschrieben. Die einleitende kurze Charakterisierung der Art endet mit den Worten pectore bifurcato (lat. mit gegabelter Brust), in der ausführlichen Beschreibung führt Rossi aus: Pectus spinis duabus validis instar furcae armatum (lat. Die Brust ist mit zwei kräftigen Stacheln einer Gabel ähnlich bewehrt). So erklärt sich der Artname furcifer (von lat. furca, Gabel und fero, ich bringe, furcifer = eine Gabel tragend), den Rossi der neu beschriebenen Art gibt und der sich darauf bezieht, dass das Männchen auf der Körperunterseite hinter den Vorderhüften eine nach unten geöffnete Gabel mit zwei Zinken trägt (Abb. 2).
Rossi beschreibt Scarabaeus furcifer unter der Nr. 7. In der gleichen Veröffentlichung direkt darüber beschreibt Rossi unter der Nr. 6 einen Käfer mit dem Namen Scarabaeus irrotatus. Er selbst vermutet, dass furcifer und irrotatus Männchen und Weibchen der gleichen Art sein könnten und versieht irrotatus nicht wie furcifer mit einem Stern, der eine neu beschriebene Art kennzeichnet. Charpentier schlägt für die Art den Namen furcifer vor und stellt sie in die Gattung Onitis. Heute wird Cheironitis irrotatus nicht Cheironitis furcifer zugerechnet.
In die Gattung Scarabaeus (bereits altgr. σκάραβος skárabos ist ein Sammelbegriff für den Großteil der Käfer) stellte Linnaeus und seine unmittelbaren Nachfolger alle Käfer, deren Fühler gegen Ende mit Lamellen keulenförmig verdickt und deren Vorderschienen häufig gezähnt sind (Antennae clavatae capitualo fissili, Tibiae anticae saepius dentatae). Bei der mehrfachen Aufspaltung von Scarabaeus wird die Art furcifer dann zu den Mistkäfern und in die Gattung Onitis gestellt. Lansberge trennt in seiner Monographie des Onites (Monographie der Onitini) 1875 die neue Gattung Cheironitis von Onitis ab. Reitter und die in seiner Tradition stehenden Autoren gebrauchen den Namen in der Schreibweise Chironitis. Nach der lateinischen Definition der neuen Gattung beginnt Lansberge die ausführliche französische Beschreibung mit der Bemerkung: Die Anwesenheit von Tarsen an den Vorderbeinen der Weibchen trennen diese [Art] von allen anderen Onitis. So erklärt sich der Gattungsnamen Cheironitis aus dem Gattungsnamen Onitis und altgr. χείρ chēīr Hand als Onitis, bei dem (bei den Weibchen) der Fuß des Vorderbeins (die Hand) nicht fehlt.
Die Gattung Cheironitis umfasst dreizehn paläarktische Arten, zehn afrikanische Arten; eine Art ist ein orientalisches Faunenelement. In Europa kommen sechs beziehungsweise sieben Arten vor, abhängig davon, ob Cheironitis irrotatus als Unterart von Cheironitis ungaricus oder als selbständige Art betrachtet wird. Der Gattungsname wurde bis in die 1970er Jahre meist „Chironitis“ geschrieben.

## Merkmale des Käfers
Die Länge der Käfer variiert von dreizehn bis über zweiundzwanzig Millimeter, wobei die Männchen gewöhnlich größer sind als die Weibchen. Der Körper ist glänzend bis matt glänzend schwarz, die Flügeldecken matt. Der Käfer ist etwa doppelt so lang wie breit, relativ flach und wenig abgerundet.
Der Kopf (Abb. 5 und 6) ist in der Aufsicht grob doppelt trapezförmig. Er ist zerstreut punktiert und am Vorderrand etwas aufgeworfen und ausgeschnitten. Er trägt drei Querleisten. Die erste ist sehr kurz und befindet sich auf dem Kopfschild (Clypeus). Die zweite befindet sich vor dem Vorderrand der Augen und geht seitlich in die Naht über, die Kopfschild und Wangen gegeneinander abgrenzt. Sie ist bei den Weibchen in der Mitte durch einen Höcker unterbrochen (Abb. 5). Die hintere Querleiste ist breiter als der mittlere. Die ersten sechs Glieder der neungliedrigen Fühler sind kahl, die letzten drei sind ineinandergeschachtelt und bilden eine pubeszent behaarte, grob kugelförmige Keule. Die Lippentaster sind dreigliedrig, das zweite Glied ist deutlich länger als das erste, beide sind stark behaart. Das dritte Glied ist kahl und klein, aber deutlich zu erkennen.
Der Halsschild ist beim Männchen (Abb. 7) deutlich länger als breit, beim Weibchen breiter als lang (Abb. 1). Beim Weibchen befindet sich in der Mitte über dem Vorderrand ein Querwulst, der beim Männchen fehlt. In beiden Geschlechtern ist der Halsschild seitlich und hinten gerundet. Er ist zerstreut punktiert und rundum gerandet. An den Seiten ist der Rand gekerbt. Der Halsschild trägt vier grubenförmige Eindrücke. Je eine größere und flachere befindet sich an der Seite des Halsschilds, zwei markantere liegen einander genähert rechts und links vor dem Schildchen (Scutellum). Das Schildchen ist gut sichtbar und nach hinten stumpf zugespitzt (Abb. 7).
Die Flügeldecken sind in der Aufsicht etwa rechteckig, zusammen etwas weniger breit als der Halsschild. Sie tragen acht feine Punktstreifen. Neben dem siebten sind sie kielartig erhöht, wie gefalzt, daneben klappt die Außenseite senkrecht nach unten ab (Abb. 4). Auch nach hinten fallen die Flügeldecken steil ab. Gewöhnlich sind die Flügeldecken schwarz, sie können jedoch auch rötlich sein.
Am deutlichsten treten die Geschlechtsunterschiede an den Vorderbeinen in Erscheinung (Abb. 8). Beim Männchen (Abb. 8 oben) fehlen die Tarsen. Die Schienen sind lang, schlank und nach außen gebogen. Am Vorderende fehlt der Dorn. Auf der Außenseite befindet sich in der Mitte ein größerer Zahn, davor ein oder zwei kleinere, auf der Innenseite sind sie unregelmäßig gezähnelt, auf der Unterseite tragen sie eine Borstenreihe. Am Vorderschenkel befindet sich am Ende ein sehr kräftiger nah vorn gerichteter Zahn, in der Mitte ein auffallend langer und flacher lamellenartiger Fortsatz, der nach vorn und leicht nach unten gerichtet ist. Er ist auf jeder Längsseite etwa zweimal gegeneinander versetzt gebuchtet. Die Vorderhüften sind einander stark genähert. An der Stelle, wo sie das Niveau der Vorderbrust erreichen, sitzt hinter den Vorderhüften der namensgebende gabelförmige Auswuchs mit den zwei zugespitzten langen Dornen (Abb. 2 und 4). Diese zeigen nach außen und unten und bilden einen Winkel von etwas über 90° zueinander.
Beim Weibchen entsprechen die Vorderbeine mehr dem Grundtypus eines Grabbeines (Abb. 8 unten). Sie besitzen fünfgliedrige eher schwach ausgebildete Tarsen. Am Vorderende der Schiene sitzt innen ein kräftiger Dorn. Die Schienen sind etwa nur halb so lang wie die der Männchen und haben auf der Außenseite drei bis vier abgeflachte kräftige Zähne. Die Vorderschenkel sind ohne Auswüchse und an der Basis der Vorderhüften fehlt die Gabel.
Die Mittelschienen haben zwei Enddornen, Die parallelen Mittelhüften sind durch das Metasternum weit voneinander getrennt. Die Hinterschienen sind kurz und breit mit einem Enddorn auf der Innenseite. Mittel- und Hintertarsen sind fünfgliedrig, die Hintertarsen lang schwarz borstig behaart.

## Bemerkungen zur Erklärung des Sexualdimorphismus
Darwin macht in seinem Buch The Descent of Man zwei Bemerkungen zu Cheironites furcifer. Zum einen vermutet er, dass in Analogie zu anderen Insekten die Gabel und die Fortsätze an den Vorderschenkeln beim Männchen sich entwickelt haben, damit dieses sich bei der Paarung besser am Weibchen anklammern kann. Zwei Sonderbildungen des Weibchens erklärt Darwin als Rudimente. Den Höcker auf der Stirnleiste und den Wulst am Vorderrand des Brustschilds sieht er als Überbleibsel eines Horns auf dem Kopf und einer deutlichen Vorwölbung des Halsschilds, welche bei verwandten Arten noch vorhanden ist und beim Männchen völlig zurückgebildet wurde.

## Biologie
Das Brutverhalten der Art wird im Vergleich zu anderen Käferarten, die für die Larven auch Dungvorräte als Nahrungsquelle sichern, als primitiv eingestuft. Die Käfer graben unter dem Dunghaufen einen Gang senkrecht nach unten. An dessen Ende werden verschiedene divergierende Galerien angelegt. Die Enden dieser Verzweigungen werden mit Dung aus dem Haufen verfüllt, wodurch würstchenförmige Dunggebilde entstehen. In jede dieser Dungwürste legt das Weibchen ein Ei. Dabei arbeiten Männchen und Weibchen unabhängig, aber zusammenwirkend. Das Weibchen gräbt die Galerien, das Männchen löst den Dung aus dem Exkrementenhaufen und transportiert ihn zum Hauptgang. Das Weibchen verfüllt die Enden der Galerien.
Die Larven besitzen die Gestalt von Engerlingen und sind wie diese gefärbt. Es gibt drei Larvenstadien.

## Vorkommen
Die Art ist rund um das Mittelmeer verbreitet (circummediterran). Verbreitet von Nordafrika (Süd-Marokko bis Ägypten), über Syrien, die Insel Lesbos, Thrakien, Griechenland und den Westbalkan, Italien einschließlich der Inseln Sizilien und Sardinien, die Balearen bis West-Spanien.
Individuen östlicher Populationen haben häufig braune Flügeldecken.